# Sotbrun flugsnappare
Sotbrun flugsnappare (Artomyias fuliginosus) är en fågel i familjen flugsnappare inom ordningen tättingar.

## Utseende och läte
Sotbrun flugsnappare är en liten och knubbig, udda flugsnappare. På håll ser den helt mörk ut, men ses den väl syns chokladbrun grundfärg och ljusare brun streckning på ovansidan. Vingarna är långa och spetsiga, och i flykten ser den ut liten som en svala. Fågeln är inte särskilt ljudlig, med endast en dämpad, varierad sång innehållande gnisslingar, visslingar och drillar.

## Utbredning och underarter
Sotbrun flugsnappare delas in i två underarter med följande utbredning:
- Artomyias fuliginosus fuliginosus – förekommer i Nigeria, nordvästra Angola, Centralafrikanska republiken och västra Kongo-Kinshasa
- Artomyias fuliginosus minusculus – förekommer i  nordöstra Kongo-Kinshasa till Uganda i nordvästra Zambia och norra Tanzania

### Släktestillhörighet
Tidigare fördes den till Muscicapa som Muscicapa infuscata, men DNA-studier visar att arterna i släktet inte är varandras närmaste släktingar.

## Levnadssätt
Sotbrun flugsnappare hittas i regnskog, där den sitter högt upp på döda träd, framför allt vid gläntor eller skogskanter. Den påträffas ofta i smågrupper.

## Status
Arten har ett stort utbredningsområde och beståndet anses stabilt. Internationella naturvårdsunionen IUCN listar den därför som livskraftig (LC).